# Ridderorden in Nepal
Nepal heeft als koninkrijk meerdere ridderorden ingesteld. 
- De Orde van Mahendra Mala (Mahendramala Manapadvi) 1961
- De Tribhuvan Orde van Democratie (Tribhavan Prajatantra Shripad) 1956
- De Orde van de Nepalese Shripada 1962
- De Meest Stralende Orde van de Ster van Nepal (Nepal Tara) 1918
- De Orde van de Om Ram Patta 1946
- De Orde van de Trishakti Patta 1937
- De Nepalese Decoratie van Eer 1966 ("Nepal Pratap Bhaksar")
- De Meest Krachtdadige Orde van de Rechterarm van de Gurkha (Gorkha Dakshinabahu) 1895
- De Meest Glorieuze Orde van Ojaswi Rajanya 1934

De republiek die in 2008 werd uitgeroepen zal een vernieuwing van het decoratiestelsel met zich meebrengen.